# Veli-Pekka Ketola
Veli-Pekka Ketola (Pori, Finnország, 1948. március 28. –) profi jégkorongozó.

## Karrier
Karrierjét a finn ligában a Karhut Poriban kezdte majd a csapatból Ässät Pori lett. Itt 1963–1969 között játszott. Szinte végig pont/mérkőzés átlagot tudott felmutatni. 1969–1970-ben átigazolt a Jokerit Helsinkibe egy évre majd 1970–1974 között ismét az Ässätban játszott. Folyamatosan meghívást kapott a nemzeti válogatottba és szerepelt az 1968-as és az 1972-es téli olimpián, hat világbajnokságon és két Kanada-kupán. 1974-ben átkerült a tengeren túlra a WHA-as Winnipeg Jetsbe. Itt három idényt játszott és a harmadikban a szintén WHA-as Calgary Cowboysba igazolt. 1977–1981 között ismét a finn ligában játszott az Ässät Poriban. Az 1981–1982-es szezonban végre játszhatott az NHL-ben a Colorado Rockies csapatában. 44 mérkőzésen lépett jégre. Ezután még egy évet töltött a finn másodosztályban (ma Mestisnek hívják) a KalPa Kuopio csapatában. Visszavonulása után edzősködött pár évet a finn ligában.

## Díjai
- Finn Első All-Star Csapat: 1968, 1970, 1971, 1974, 1978, 1979
- A Finn Jégkorong Hírességek Csarnokának a tagja 1990 óta.
- Matti Keinonen-trófea: 1979
- Veli-Pekka Ketola-trófea: 1979
- A 13-as mezszámát visszavonultatta Ässät Pori csapata
- 1971-ben pontkirály volt a finn ligában